# Люблянская лира
Люблянская лира (нем. Ljubljanische Lira, словен. Lira ljubljanske) — денежная единица Провинции Любляна в 1944—1945 годах.

## История
В 1941 году часть Дрнавской бановины Королевства Югославия была включена в состав Королевства Италия в качестве провинции. В 1943 году, после капитуляции Италии, провинция была оккупирована германскими войсками. Формально провинция продолжала считаться частью Италии, основные принципы самоуправления были сохранены.
В 1944 году по распоряжению германского командования начат выпуск банкнот Сберегательного банка Провинции Любляна в лирах. В официальном объявлении о выпуске банкнот утверждалось, что выпуск согласован с Банком Италии, что было явной ложью, так как в июне 1944 года Рим был уже занят войсками союзников, Банк Италии находился под контролем правительства маршала Бадольо.
Были выпущены купюры в 1⁄2, 1, 2, 5, 10, 50, 100, 500, 1000 лир. Текст на одной стороне всех купюр — на немецком языке, на другой — на словенском.
В 1945 году лира изъята из обращения и заменена на югославский динар.
| Изображение     | Изображение       | Номинал  | Размеры (мм) | Основной цвет                 | Описание        | Описание          | Описание     |
| Лицевая сторона | Оборотная сторона | Номинал  | Размеры (мм) | Основной цвет                 | Лицевая сторона | Оборотная сторона | Водяной знак |
| --------------- | ----------------- | -------- | ------------ | ----------------------------- | --------------- | ----------------- | ------------ |
|                 |                   | 1⁄2 лиры | 56 х 38      | светло-зелёный                | нет данных      | нет данных        | нет          |
|                 |                   | 1 лира   | 67 х 46      | светло-коричневый             | нет данных      | нет данных        | нет          |
|                 |                   | 2 лиры   | 75 х 50      | коричневый                    | нет данных      | нет данных        | нет          |
|                 |                   | 5 лир    | 85 х 55      | коричнево-красный             | нет данных      | нет данных        | нет          |
|                 |                   | 10 лир   | 94 х 60      | голубовато-пурпурный          | нет данных      | нет данных        | нет          |
|                 |                   | 50 лир   | 105 х 65     | красный на золотом фоне       | нет данных      | нет данных        | нет          |
|                 |                   | 100 лир  | 144 х 70     | синий на золотом фоне         | нет данных      | нет данных        | нет          |
|                 |                   | 500 лир  | 146 х 90     | синий и зелёный на сером фоне | нет данных      | нет данных        | нет          |
|                 |                   | 1000 лир | 163 х 99     | коричневый на тёмном фоне     | нет данных      | нет данных        | нет          |